# Testorfer Wald und Kleingewässerlandschaft
Testorfer Wald und Kleingewässerlandschaft este o arie protejată (arie specială de conservare — SAC, sit de importanță comunitară — SCI) din Germania întinsă pe o suprafață de 433 ha, integral pe uscat.

## Localizare
Centrul sitului Testorfer Wald und Kleingewässerlandschaft este situat la coordonatele 53°33′40″N 10°52′47″E / 53.5611°N 10.8797°E.

## Înființare
Situl Testorfer Wald und Kleingewässerlandschaft a fost declarat sit de importanță comunitară în aprilie 2004 pentru a proteja 2 specii de animale. Situl a fost protejat și ca arie specială de conservare în august 2016.

## Biodiversitate
Situată în ecoregiunea continentală, aria protejată conține 3 habitate naturale: Lacuri eutrofice naturale cu vegetație de tip Magnopotamion sau Hydrocharition, Fânețe de joasă altitudine (Alopecurus pratensis, Sanguisorba officinalis), Păduri de fag Asperulo-Fagetum.
La baza desemnării sitului se află mai multe specii protejate de  amfibieni (2): buhai de baltă cu burta roșie (Bombina bombina), triton cu creastă (Triturus cristatus)